# 172937 Pattysieck
172937 Pattysieck è un asteroide della fascia principale esterna. Scoperto nel 2005, presenta un'orbita caratterizzata da un semiasse maggiore pari a 3,105977 UA e da un'eccentricità di 0,128340, inclinata di 7,832772° rispetto all'eclittica. Ha un diametro di 4,968 km e un'albedo di 0,041.